# Lennington Small
Lennington « Len » Small, né le 16 juin 1862 et mort le 17 mai 1936 dans le comté de Kankakee, est un homme politique américain et ancien gouverneur républicain de l'Illinois.

## Biographie
Il commence sa carrière politique comme membre du Sénat de l'État de l'Illinois pour le 16e district de 1901 à 1903, il est ensuite élu à deux reprises trésorier de l'Illinois (1905 à 1907 puis une seconde fois de 1917 à 1919).
En 1920, Small est élu gouverneur avec 58,9 % des voix. Lennington Small a été accusé, pendant qu'il était gouverneur, d'avoir détourné 600 000 dollars pour un projet de blanchiment d'argent remontant à la période où il dirigeait la trésorerie de l'Illinois ; un procès eut lieu où il fut acquitté, cependant, quatre des jurés de son procès ont ensuite reçu des emplois publics.
Comme gouverneur, il gracie 20 membres du Parti communiste des travailleurs (Communist Labor Party) condamnés par l'Illinois Sedition Act.  Il gracie aussi plus de 1 000 criminels, notamment Harry Guzik de Posen qui est accusé d'avoir enlevé des jeunes filles et de les avoir ensuite forcées à se prostituer.
En 1923, Edward « Spike » O'Donnell du South Side est libéré de prison par Small. O'Donnell retourne alors à Chicago comme l'un des plus puissants gangsters de la ville.
En 1924, il est réélu gouverneur avec 56,7 % des voix. En 1928, candidat à l'investiture républicaine pour un troisième mandat, il est battu par le secrétaire d'État Louis Emmerson.
En 1932, Small remporte cette fois l'investiture républicaine pour le poste de gouverneur, mais il sera largement battu par le démocrate Henry Horner lors de l'élection générale.
Il s'est éteint le 17 mai 1936. Il est inhumé au cimetière Mound Grove de Kankakee (Illinois).

## Source
- (en) Cet article est partiellement ou en totalité issu de l’article de Wikipédia en anglais intitulé « Len Small » (voir la liste des auteurs).